# Lythrum schelkovnikovii
Lythrum schelkovnikovii är en fackelblomsväxtart som beskrevs av Dmitrii Ivanovich Sosnowsky. Lythrum schelkovnikovii ingår i släktet fackelblomstersläktet, och familjen fackelblomsväxter. Inga underarter finns listade i Catalogue of Life.